# The Grip of Iron
The Grip of Iron er en britisk stumfilm fra 1920 af Bert Haldane.

## Medvirkende
- George Foley som Jagon / Simonnet
- Malvina Longfellow som Cora Jager
- James Lindsay som Lorenz de Rifas
- Laurence Tessier som Paul Blanchard
- Ronald Power som Guerin
- Ivy King som Marie Guerin
- Warwick Buckland som Rolf De Belfort
- John Power som Coucou
- Moore Marriott som Smiler